# Pipturus polynesicus
Pipturus polynesicus är en nässelväxtart som beskrevs av Carl Skottsberg. Pipturus polynesicus ingår i släktet Pipturus och familjen nässelväxter.

## Underarter
Arten delas in i följande underarter:
- P. p. neocaledonicus
- P. p. samoensis